# Erenumab
L'erenumab, commercializzato sotto il nome di Aimovig dal gruppo Novartis, è un anticorpo monoclonale umano che si lega al recettore del peptide correlato al gene della calcitonina (CGRP). Il recettore del CGRP si trova nelle cellule delle regioni implicate nello sviluppo fisiopatologico dell'emicrania, come ad esempio il ganglio trigeminale.
L'erenumab è indicato per la profilassi dell'emicrania negli adulti che presentino in media 4 o più giorni al mese di cefalea.

## Costi
Al 2024, il costo in Italia è di circa 700 euro a iniezione mensile. Nel 2022, l'AIFA ha dato le seguenti indicazioni per la rimborsabilità a carico del Servizio Sanitario Nazionale:
almeno 4 giorni di emicrania al mese che abbiano mostrato una risposta insufficiente o che siano intolleranti ad almeno 2 altre classi di farmaci per la profilassi dell’emicrania.»